# 西本鶏介
西本 鶏介（にしもと けいすけ、1934年9月30日 - ）は、日本の児童文学作家、児童文学評論家。昭和女子大学名誉教授。
日本児童文学者協会、日本児童文学学会、日本文芸家協会、日本児童文芸家協会に所属。坪田譲治文学賞選考委員。

## 略歴
奈良県高市郡（現大和高田市）に県庁職員の長男として生まれる。年少時に児童文学者の中川正文の子ども会に参加する。
1958年國學院大學文学部日本文学科卒業。大学三年の時に、句集『薔薇と母』を刊行する。俳号を鶏介とする。卒業後、医学系出版社に務めるが、文学への志を捨てきれず、山本和夫らの「トナカイ村」に参加する。
1988年昭和女子大学文学部教授、2003年人間文化学部教授、2004年名誉教授、2005年退職。第36回巖谷小波文芸賞特別賞受賞。

## 人物
代表的な評論として「こんにちは未明おじさん」（1965年）がある。古田足日の「さよなら未明」や石井桃子らの『子どもの文学』などで作風が暗いなどと批判されていた小川未明について、「児童文学の伝統と創造」や「こんにちは未明おじさん」などで弁明し頭角をあらわした。民話に関する著作が多い。

## 著書
- 『児童文学の創造』（大阪教育図書） 1970
- 『シューベルト』（小峰書店、幼年伝記ものがたり） 1972
- 『日本のざんこく話』（編著、偕成社） 1974
- 『空想と真実の国 児童文学論集』（芸術生活社） 1974
- 『風の神と子どもたち』（家の光協会、日本の民話） 1976.11
- 『やさしいびんぼう神』（小学館） 1976.10
- 『宮沢賢治』（主婦の友社、少年少女世界伝記全集） 1977、のち講談社火の鳥伝記文庫
- 『きたかぜのくれたテーブルかけ』（フレーベル館） 1978.2
- 『クレヨンをくれたおんなのこ』（旺文社） 1978.5
- 『たのしい行事 春・夏・秋・冬』（講談社） 1979.3
- 『児童文学名作のふるさと』（理論社） 1980.3
- 『つるになったきつね』（佼成出版社） 1980.7
- 『そらとぶこいのぼり』（金の星社） 1980.10
- 『ねこでよかった』（PHP研究所） 1981.5
- 『おかしなどろぼう』（実業之日本社） 1981.7
- 『うみをかけるうま』（金の星社） 1981.10
- 『思い出はみず色の故郷に 北原白秋・わが心の詩』（PHP研究所） 1981.12
- 『子どもの本の作家たち 現代の児童文学 / 近代の児童文学』（東京書籍） 1982
- 『夏目漱石 現代日本文学のあけぼの』（講談社火の鳥伝記文庫） 1982.1
- 『おかあさんにはひみつだよ』（金の星社） 1982.1
- 『おにはうちふくはそと』（チャイルド本社） 1982.2
- 『がんばれぽんちゃん』（ひさかたチャイルド） 1982.2
- 『おじいちゃんはとのさま』（勝又進絵、教育画劇） 1982
- 『大男とこびとの話』（ポプラ社） 1983.3
- 『児童文学の書き方』（偕成社） 1983.4
- 『すもうをとるねこ』（ひさかたチャイルド） 1983.10
- 『そらとぶめだまやき』（ポプラ社） 1984.10
- 『一休 「とんち」のおしょうさん』（チャイルド本社） 1984.11
- 『文学のなかの子ども 有名作家が描いた子どもの姿』（小学館） 1984.12
- 『おとうさんけらいになってあげる』（あかね書房） 1985.1
- 『ぼく女の子じゃないよ』（PHP研究所） 1985.6
- 『石川啄木 さすらいの天才詩人』（講談社火の鳥伝記文庫） 1985.7
- 『かえってきたうみがめのメール』（チャイルド本社） 1985.10
- 『われは日本の“ゴッホ"になる 版画一筋に生きた棟方志功』（佼成出版社） 1985.10
- 『おとうさん、やくそくだよ』（金の星社） 1985.12、のちフォア文庫
- 『がんばれゆうくん一ねんせい』（あかね書房） 1985.12
- 『児童文学の創造』（大阪教育図書） 1986.10
- 『そらでおならをしたかえる』（ポプラ社） 1986.6.
- 『しらせのぶ』（チャイルド本社） 1987.2
- 『独眼竜政宗』（ポプラ社、テレビドラマシリーズ） 1987.6
- 『びっくりかけっこいっとうしょう』（佼成出版社） 1987.7
- 『武田信玄』（ポプラ社文庫） 1987.11
- 『おじいさんのとけいだい』（佼成出版社） 1987.10
- 『ともだちだいすき一ねんせい』（あかね書房） 1987.11
- 『おにとあかんぼう』（すずき出版） 1987.12
- 『こだぬきのこいのぼり』（佼成出版社） 1988.4
- 『児童文学の世界 作品案内と入門講座』（偕成社編集部共編、偕成社） 1988.6
- 『雲からつきでた足の話』（国土社） 1988.7
- 『あかいはっぱのおくりもの』（教育画劇） 1988.8
- 『春日局』（ポプラ社文庫） 1988.11
- 『ねこのよめいり』（旺文社） 1989.4
- 『ぼくのいすをみつけて』（ひくまの出版） 1989.6
- 『魚にのったかんのんさま』（佼成出版社） 1989.10
- 『しっぽを出したお月さま』（旺文社） 1990.3
- 『日本のねこ話』（小学館、てんとう虫ブックス） 1990.6
- 『あかちゃんだいすき一ねんせい』（あかね書房） 1990.7
- 『おかのうえのおじいちゃん』（佼成出版社、生活行事絵本 お彼岸） 1990.9
- 『空へとんでいったおしょうさん』（旺文社） 1991.3
- 『やっぱりおとうさんがだいすき』（PHP研究所） 1991.3
- 『あこちゃんと花まつり』（佼成出版社、生活行事絵本、花祭り） 1991.3
- 『無邪気な大人のための残酷な愛の物語 民話にみるさまざまな姿』（PHP研究所） 1991.4
- 『おじいちゃんまたきてね』（佼成出版社、生活行事絵本 お盆） 1991.7
- 『とうめいパパ』（ポプラ社） 1991.10
- 『やさいのおはなし』（小学館） 1992
- 『じいちゃんとぼくの海』（ポプラ社、かんきょう絵本） 1992.4
- 『かあさんねむっちゃだめ』（佼成出版社） 1992.4
- 『へんじをしたほらあな』（鈴木出版） 1992.5
- 『ズボンをはいたカバ』（ポプラ社） 1992.9
- 『子供に読ませたい世界名作・童話100冊の本』（PHP研究所） 1992.10
- 『ぼく、トラネコとサッカーしたんだ』（ポプラ社） 1992.10
- 『大石良雄(大石内蔵助) 赤穂四十七士』（講談社火の鳥伝記文庫） 1992.12
- 『こがねの仏鉢』（佼成出版社、民話こころのふるさとシリーズ） 1993.7
- 『お正月さまござった』（佼成出版社、お正月絵本） 1993.11
- 『つきからおちたうさぎ』（チャイルド本社） 1994.9
- 『ぼくおばあちゃんのこになってあげる』（鈴木出版） 1995.9
- 『花火になったたこくん』（旺文社） 1996.4
- 『おならでげんき!』（ポプラ社、音のでる絵本シリーズ） 1996.11 ()
- 『上手に童話を書くための本』（鈴木出版） 1997.8
- 『お母さん、ひらけゴマ!』（ポプラ社） 1997.8
- 『ふしぎながちょう』（チャイルド本社） 1997.10
- 『かたつむりちょうじゃ』（チャイルド本社） 1998.7
- 『てんぐのはなはなぜたかい』（チャイルド本社） 1998.9
- 『とうさんのすることにまちがいなし』（チャイルド本社） 1998.10
- 『おおおとこになったこびと』（チャイルド本社） 1998.11
- 『とよとみ・ひでよし』（チャイルド本社、こども伝記ものがたり） 1998 ()
- 『ねずみのしっぽ』（チャイルド本社） 1999.2
- 『童話が育てる子どもの心』（小学館） 1999.8
- 『徳川家康』（ポプラ社） 1999.1
- 『源義経』（ポプラ社文庫） 2004.12
- 『もうよわむしじゃない』（鈴木出版） 2005.3
- 『おじいちゃんのごくらくごくらく』（鈴木出版） 2006.2
- 『海辺の町を走るバス』（そうえん社） 2009.6
- 『よかったなあ、かあちゃん』（講談社） 2009.8
- 『さよなら、おばあちゃん』（佼成出版社） 2010.6
- 『まよなかのたんじょうかい』（鈴木出版） 2013.12
- 『とうもろこしどろぼう』（フレーベル館） 2014.6
- 『ミツバチぎんのおくりもの』（鈴木出版） 2017.3
- 『おめでとうのさくらまんじゅう』（絵本塾出版） 2018.1
- 『マラソンじいさん』（鈴木出版） 2019.11
- 『いろりからでてきたくろいて』（鈴木出版） 2020.8
- 『すずめのうんどうぼうしつくります』（金の星社） 2020.11

### 「幼児に聞かす」シリーズ
（芸術生活社）
- 『幼児に聞かす日本昔話集』 1972
- 『幼児に聞かす世界昔話集』 1973
- 『幼児に聞かす日本伝説集』 1973
- 『幼児に聞かす日本祭り話集』 1974
- 『幼児に聞かす日本怪談集』 1974
- 『幼児に聞かす日本笑い話集』 1974
- 『幼児に聞かす日本とんち話集』 1977.10

### 「絵本メルヘン博物館」シリーズ
（佼成出版社）
- 『こびと』 1995.7
- 『かっぱ』 1995.9
- 『にんぎょ』 1996.2
- 『おに』 1996.4
- 『てんぐ』 1996.7
- 『まじょ』 1996.9
- 『きょじん』 1997.1
- 『りゅう』 1997.1
- 『ようせい』 1997.2
- 『おばけ』 1997.4

## 翻訳
- 『阿Q正伝』（魯迅、岩崎書店、ジュニア版世界の文学） 1967

### 「世界の民話館」
（ルース・マニング=サンダーズ、ティビーエス・ブリタニカ）
- 『こびとの本』 1980.6
- 『魔法使いの本』
- 『王子と王女の本』 1980.7
- 『魔女の本』
- 『巨人の本』 1980.8
- 『人魚の本』
- 『悪魔の本』 1981.3
- 『王と女王の本』
- 『怪物の本』
- 『竜の本』

### 「シンプル・サイエンス」シリーズ
（マリア・ゴードン ひかりのくに）
- 『音ってなんだろう』 1996.4
- 『ほねはどうして動く』 1996.4
- 『空気のはたらき』 1996.5
- 『色はなぜたくさんあるの』 1996.6
- 『光ってどんなもの』 1996.7
- 『水にうくものしずむもの』 1996.8
- 『昼と夜』 1996.9
- 『電気とじしゃく』 1996.10

## その他
- 『ドラえもん』小学館コロコロ文庫版 9巻（1997年） - 解説を執筆。

## 参考資料
- 『児童文学事典』（日本児童文学学会編、東京書籍、1988年）ISBN 4-487-73191-7、全国書誌番号:88037432。
- 『新訂 作家・小説家人名辞典』（日外アソシエーツ、2002年）564頁